# 田上駅 (長野県)
田上駅（たがみえき）は長野県中野市大字田上字川端にあった長野電鉄河東線（木島線）の駅である。

## 歴史
- 1926年（大正15年）3月1日：開業[1][3][2]。
- 1968年（昭和43年）4月1日：無人化[2]。
- 2002年（平成14年）3月31日：廃線に伴い廃止[1][2]。

## 駅構造
廃止時点では単式ホーム1面1線を有していた。無人駅化後に簡易的な待合室が設置された。

## 廃線後
ホームなどは撤去され、更地化された。廃駅の代替として近くに「岩井入り口」バス停が設置されたが、柳沢駅の近くに「田上」という当駅と同名のバス停もある。

## 隣の駅
長野電鉄
■河東線（木島線）
柳沢駅 - 田上駅 - 信濃安田駅